# Kombinat Plast- und Elastverarbeitung

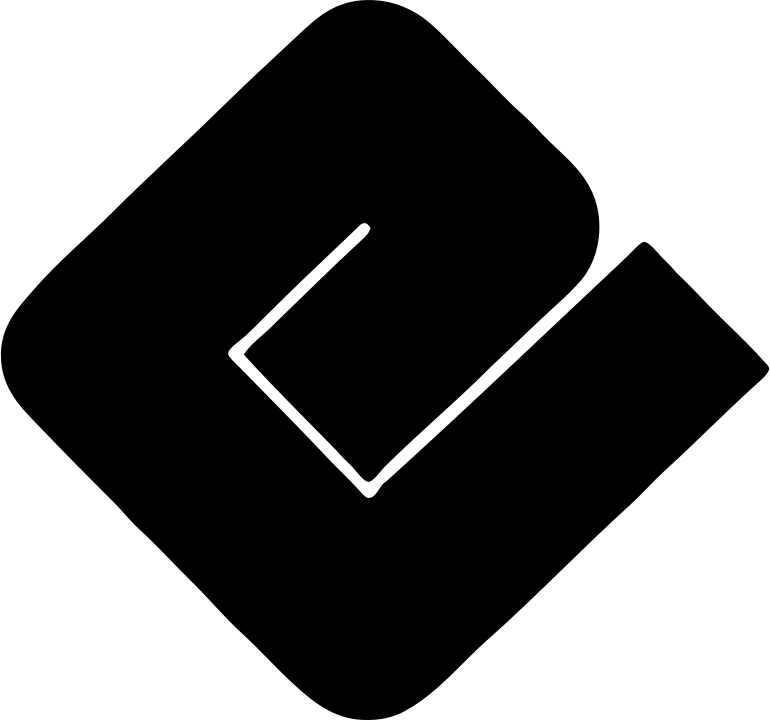
Logo der VVB Plast- und Elastverarbeitung (1965)

Das VEB Kombinat Plast- und Elastverarbeitung war ein Kombinat in der DDR, das dem Ministerium für Chemische Industrie direkt unterstellt war. Stammbetrieb war der VEB Gummiwerk Berlin. Im Kombinat waren Betriebe zusammengefasst, die Plaste und Elaste weiterverarbeiteten. Das Kombinat beschäftigte zeitweise mehr als 30.000 Mitarbeiter und wurde 1990 aufgelöst. 

## Geschichte
Das Kombinat Plast- und Elastverarbeitung wurde 1979 aus der Vereinigung Volkseigener Betriebe (VVB) Plast- und Elastverarbeitung gebildet. Jene VVB hatte besonders ab 1972 durch den Zwangsaufkauf mittelständischer Betriebe an Größe zugelegt. Das Logo der VVB zeigte ein stilisiertes „P“ und „E“. In den Betrieben des Kombinats wurden Phenolharzpressmassen und Schichtpressstoffe, Filter, Verpackungsmaterial, Fördergurte, Schläuche, Konsum- und Industrieerzeugnisse aus Kunststoffen und Synthesekautschuk hergestellt. 1982 zählten die Betriebe des Kombinats 32.000 Beschäftigte.
1960 wurde in Leipzig von der VVB Plastverarbeitung das Zentrallaboratorium für Plastverarbeitung gegründet, das als wissenschaftlich-technisches Zentrum der Vereinigung Volkseigener Betriebe fungierte. 1970 wurde das Zentrallaboratorium dem Presswerk Ottendorf-Okrilla als Hauptabteilung „Grundlagenforschung und Automatisierung“ angegliedert. 1983 wurde die Hauptabteilung „Verfahrensentwicklung und Prüftechnik“ dem VEB Gummiwerke Berlin als Stammbetrieb des Kombinats unterstellt.
1990 wurde das Kombinat aufgelöst, die Betriebe durch die Treuhandanstalt verkauft bzw. liquidiert.

## Betriebe und Produkte

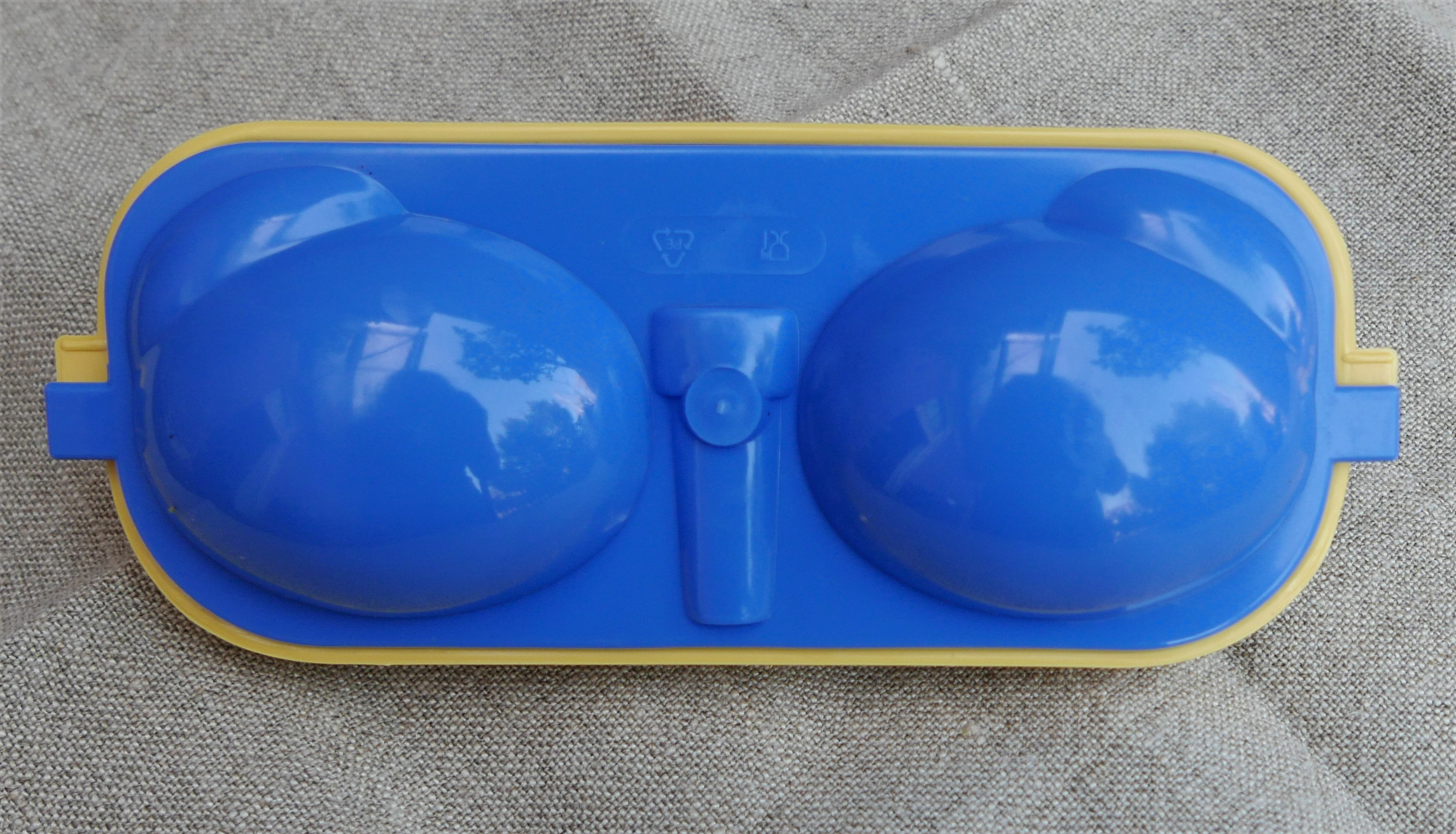
Behälter für zwei Eier mit Löffeln und Salzstreuer aus dem VEB Plaste Wolkenstein

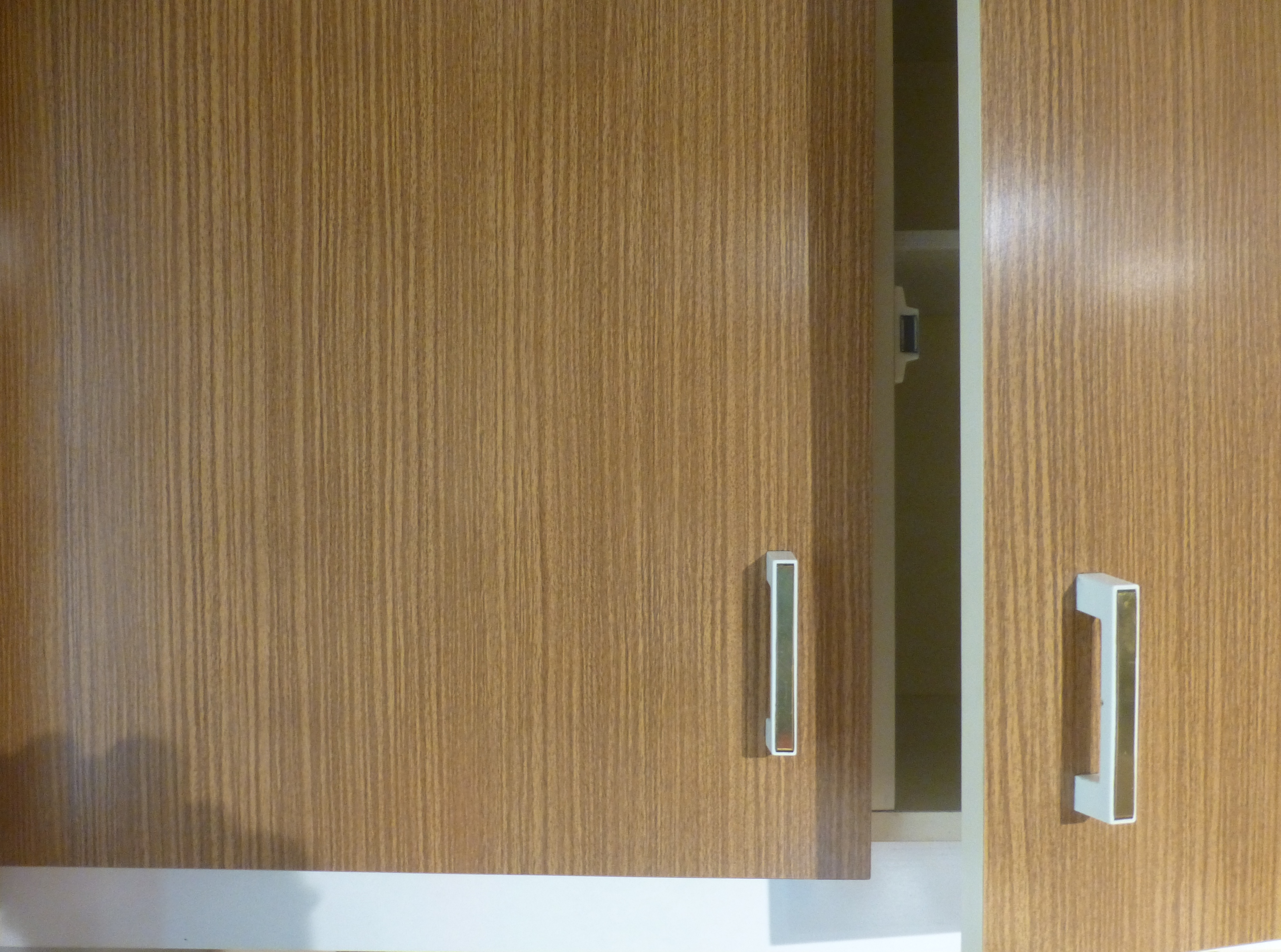
Mit Sprelacart laminierte Küchenmöbel (1980)

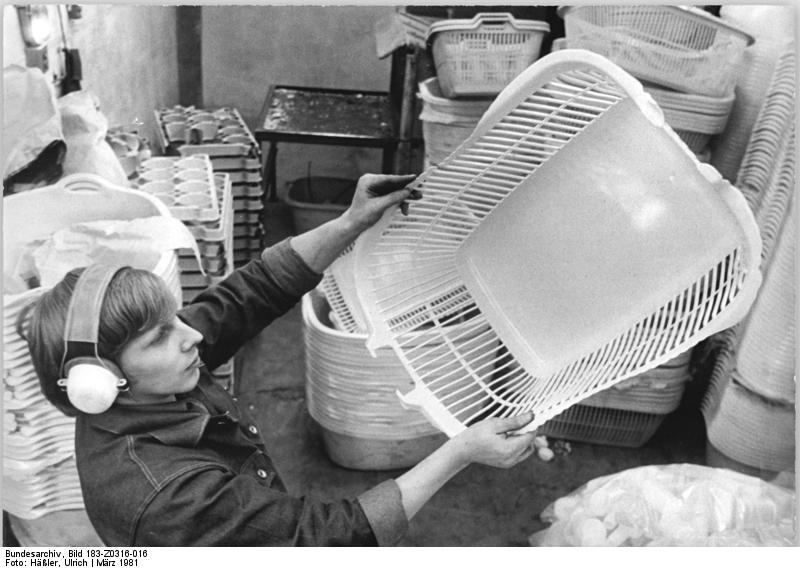
Recycling von Ausschuss bei der Produktion von Wäschekörben im VEB Preßwerk Ottendorf-Okrilla

Zu den Betrieben des Kombinats gehörten unter anderem:
- VEB Asfil Kleinreinsdorf,[6] Kleinreinsdorf – nach Enteignung 1948 VEB Mitteldeutsches Asbest- und Filterplattenwerk
- VEB Cosid-Kautasit-Werke Köthen[6], Köthen
- VEB Cosid-Kautasit-Werke Dresden[6], Dresden und Coswig – Produktion von Flachdichtungen
- VEB Elguwa Gummiwaren Leipzig[6]
- VEB Formaplast Sohland,[6] Zittau – Betriebsteil des VEB Preßwerk Ottendorf-Okrilla, Produktion von Haushaltswaren aus Plastik
- VEB Galfütex Schmölln,[6] Schmölln – Produktion von Diarahmen, Fotoschalen und Gerätekästen, 1982 an den VEB Fotochemisches Kombinat Wolfen abgegeben.[7]
- VEB Gummiwerk Ballenstedt, Ballenstedt
- VEB Gummiwerk Berlin,[6] Berlin-Weißensee, Stammbetrieb
- VEB Gummiwerk Berlin, Produktionsstätte Caputh[6]
- VEB Gummiwerk „Elbe“ Wittenberg,[6] Wittenberg-Piesteritz
- VEB Gummiwerk Gotha[6]
- VEB Gummiwerk Ortrand,[6] Ortrand – Neugründung ab 1950, Betriebsteil des Gummiwerk „Elbe“, Produktion von elastomer- und gummibeschichteten Geweben
- VEB Gummiwerk Waltershausen,[6] Waltershausen – Herstellung von Gummiartikeln und -schläuchen (Marke „Kowalit“)
- VEB Gummiwerk „Werner Lamberz“ (Plastina),[6] Erfurt – Produktion von Kondomen der Marke „mondos“
- VEB Ingenieurbetrieb Plast- und Elastverarbeitung,[6] Halle/Saale
- VEB Kunststofferzeugnisse Wilthen[6], Wilthen – Neugründung von 1953, Produktion technischer Konstruktionsteile und Befestigungselemente aus Polyamid mit bis zu 400 Beschäftigten, von 1972 bis 1988 Betriebsteil des VEB Preßwerk Ottendorf-Okrilla[8]
- VEB Muster- und Vorrichtungsbau Biesdorf, Berlin – Betriebsteil der VEB Sprela-Werke Spremberg
- VEB Plasta Kunstharz- und Preßmassefabrik Erkner,[6] Erkner – Produktion von Phenol-Resol-Granulat für die Karosserieteile des Trabant
- VEB Plasta Kunstharz- und Preßmassefabrik Espenhain, Espenhain
- VEB Plasta-Werke Sonneberg,[6] Sonneberg
- VEB Plaste Wolkenstein, Wolkenstein
- VEB Plastunion Triptis,[6] Triptis
- VEB Plastverarbeitungswerk Schwerin,[6] Schwerin – 1960 neugegründet, Produktion großvolumiger Transport- und Verpackungsmittel sowie von Gebrauchsgegenständen aus Plastik, bis zu 1500 Beschäftigte.[9]
- VEB Preßwerk Ottendorf-Okrilla, Ottendorf-Okrilla
- VEB Rotpunkt Zeulenroda, Zeulenroda – Produktion von Gummihandschuhen und Tauchausrüstung
- VEB Sprela-Werke Spremberg,[6] Spremberg – Produktion von Schichtpressstoffen und -platten (Marke „Sprelacart“)
- VEB Plastverarbeitung Staaken[10]

Einige kleinere Betriebe der Plastverarbeitung waren nicht dem Kombinat unterstellt, sondern der Bezirksgeleiteten Industrie. Zum Beispiel war der VEB Kunststoffverarbeitungsindustrie Sebnitz aus Sebnitz, der mit bis zu 500 Beschäftigten Angelruten, Wellplatten und Profil-Stäbe aus Glasfaser herstellte, Stammbetrieb des bezirksgeleiteten VEB Kombinat Plastik.